# Morris Travers
Morris William Travers, född 24 januari 1872 Kensington, London, England, död 25 augusti 1961 i Stroud, Gloucestershire, Storbritannien, var en engelsk kemist,.
Travers upptäckte grundämnena neon, krypton och xenon tillsammans med William Ramsay år 1898–1900. Han var grundare av Indian Institute of Science.

## Biografi
Travers var son till William Travers MD, FRCS (1838-1906), en tidig pionjär inom aseptiska kirurgiska tekniker. Hans mor var Anne Pocock. Han gick i skolan på Ramsgate, Woking och Blundell's School. 

## Karriär och vetenskapligt arbete
Travers började sedan studera vid University College, där han började arbeta med Sir William Ramsay. Han hjälpte Ramsay att bestämma egenskaperna hos de nyupptäckta gaserna argon och helium. De värmde också mineraler och meteoriter i sökandet efter ytterligare gaser, men hittade ingen. År 1898 fick de tillgång till en stor mängd flytande luft och utsatte den för fraktionerad destillation. Spektralanalys av den minst flyktiga fraktionen avslöjade närvaron av krypton. De undersökte argonfraktionen för en beståndsdel med lägre kokpunkt och upptäckte neon. Slutligen identifierades xenon, som påträffades spektroskopiskt som en ännu mindre flyktig följeslagare till krypton. Han kände till hela forskningshistorien och skrev biografin om Sir William Ramsay 1956 "A life of Sir William Ramsay, K.C.B., F.R.S."
År 1904 blev Travers professor vid University College och i maj 1904 valdes han till stipendiat i Royal Society.
Åren 1901-1902 hade Ramsay blivit ombedd att ge råd till den indiska regeringen om grundandet av ett vetenskapsinstitut och institutet grundades i Bangalore med hjälp av regeringen i Mysore och JN Tata. Ramsay föreslog Travers som en möjlig direktör för detta institut och 1906 utsågs Travers till chef för det nya indiska institutet för vetenskap. Syftet var att bygga institutet i linje med Imperial College of Science and Technology men Travers hade konflikter med Tata-familjen, särskilt i tolkningen av klausuler i JN Tatas testamente. Institutet startades i juni 1911 med fyra avdelningar: Allmän, organisk och tillämpad kemi och elektroteknik.
Han återvände till Storbritannien vid första världskrigets utbrott och ledde tillverkningen av glas på Duroglass Limited. År 1920 startade han ett företag med F W Clark som heter Travers and Clark Ltd. och som var involverat i högtemperaturugnar och bränsleteknik med bland annat förgasning av stenkol. År 1927 flyttade han tillbaka till Bristol som hedersprofessor i tillämpad kemi.
Travers fortsatte sin forskning inom kryogenik och gjorde de första noggranna temperaturmätningarna av flytande gaser. Han hjälpte också till att bygga flera experimentella anläggningar för framställning av flytande luft i Europa.